# Montijo (Espagne)
Pour les articles homonymes, voir Montijo.
Montijo est une commune d’Espagne, dans la province de Badajoz, communauté autonome d'Estrémadure.

## Histoire
La ville a été le site de la bataille de Montijo en 1644 entre les armées espagnole et portugaise.